# آنتن چتری
آنتن چتری (به انگلیسی: umbrella antenna) یک آنتن تک‌قطبی سیمی بارشده-ازبالا (به انگلیسی: top-loaded) خازنی است که در بیشتر موارد از یک دکل تغذیه‌شده در انتهای زمین تشکیل شده است که تعدادی سیم شعاعی در بالا به آن وصل شده و به سمت پایین شیب‌دار هستند. یک طرف خط‌تغذیه تامین‌کننده توان از فرستنده به دکل متصل است و طرف دیگر به یک سامانه زمین (ارتینگ) از سیم‌های شعاعی که در زمین زیر آنتن مدفون شده است. آنها به عنوان آنتن‌های ازی (به انگلیسی: transmitting) زیر ۱ مگاهرتز استفاده می‌شوند، در باندهای ام‌اف، ال‌اف و به‌ویژه در باندهای وی‌ال‌اف، در فرکانس‌هایی آنقدر پایین که ساخت آنتن تک‌قطبی رُبع‌موج غیرعملی یا غیرممکن است. انتهای بیرونی هر سیم شعاعی که از بالای آنتن به سمت پایین شیبدار است، توسط یک عایق به یک طناب یا کابل نگهدارنده محکم‌شده به زمین متصل می‌شود. سیم‌های شعاعی نیز می‌توانند دکل را به عنوان سیم‌های مهارکننده پشتیبانی کنند. سیم‌های شعاعی آنتن را شبیه قاب سیمی یک چتر غول‌پیکر (بدون پارچه) می‌سازد که به همین دلیل به آن می‌گویند.

نمودار آنتن چتری تغذیه-پایه. استوانه‌های قرمز عایق هستند. سامانه زمین سیم شعاعی زیر آنتن مدفون است (نمایش داده نشده است).

## طرح
آنتن توسط یک دکل لوله‌وار یا مشبک فولادی مرکزی پشتیبانی می‌شود. قسمت بالای دکل به حلقه ای از سیم‌های شعاعی با فاصله مساوی که به صورت مورب تا نزدیک زمین امتداد دارد وصل می‌شود، جایی که هر کدام با یک عایق کُرنشی به طول سیم یا طناب ناتابشی که به زمین محکم‌شده است متصل می‌شود. سیم‌های چتری همچنین ممکن است از نظر ساختاری به عنوان خطوط مهارکننده برای پشتیبانی از دکل عمل کنند. چندین روش مختلف برای تغذیه توان از فرستنده به آنتن وجود دارد:
در تغذیه پایه، دکل بر روی یک عایق سرامیکی ضخیم است که آن را از زمین عایق نگه می‌دارد و خط‌تغذیه از فرستنده به پایه دکل متصل می‌شود. دکل فولادی رسانا به عنوان تابش‌گر تک‌قطبی عمل می‌کند. متناوباً، در آنتن‌های پرقدرت، دکل به زمین متصل می‌شود، سیم‌های چتری در جایی که به دکل مرکزی متصل می‌شوند عایق می‌شوند و به سیم‌های تابش‌گر عمودی متصل می‌شوند که به موازات دکل آویزان می‌شوند و در پایین تغذیه می‌شوند. این ساختار در آنتن‌های پرقدرت استفاده می‌شود که در آن ولتاژ بسیار بالای آنتن، عایق‌بندی دکل را از زمین دشوار می‌کند.

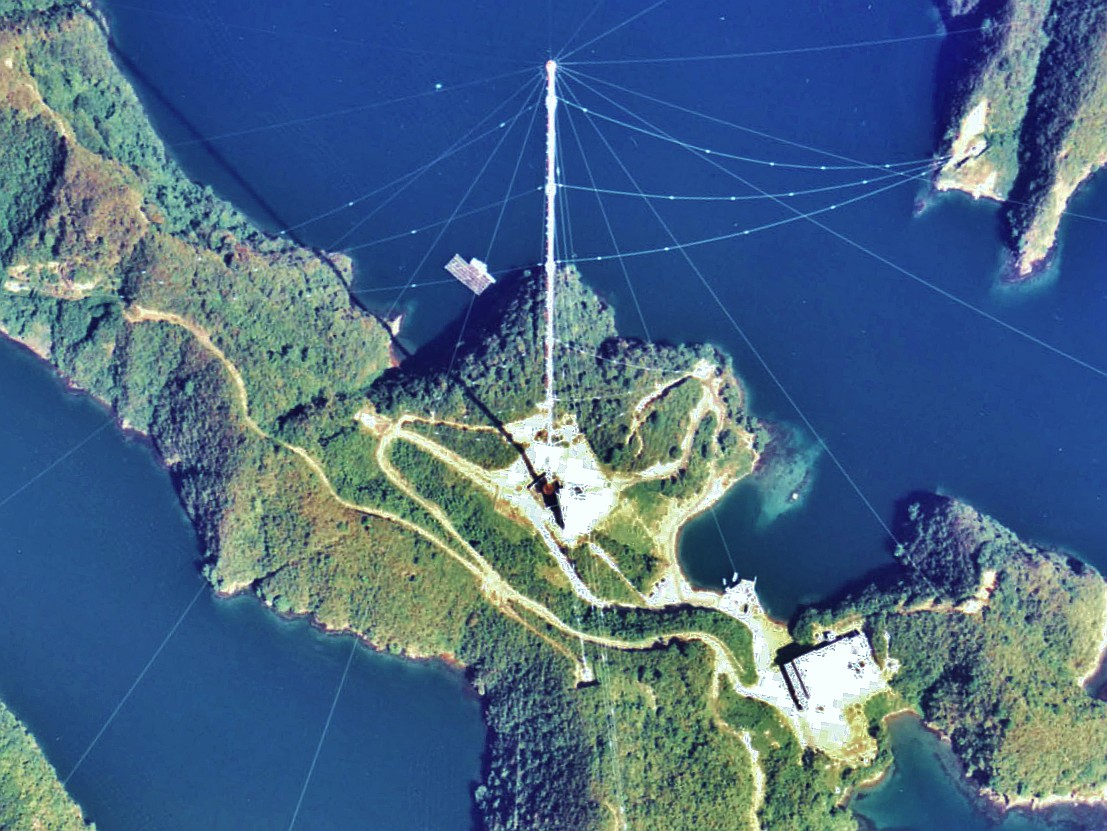
آنتن سامانه ناوبری امگا اچ، یک سامانه ناوبری رادیوییمنسوخ، تسوشیما، ژاپن، ۳۸۹ متر، ساخت ۱۹۷۳. ارسال در ۱۰–۱۴ کیلوهرتز
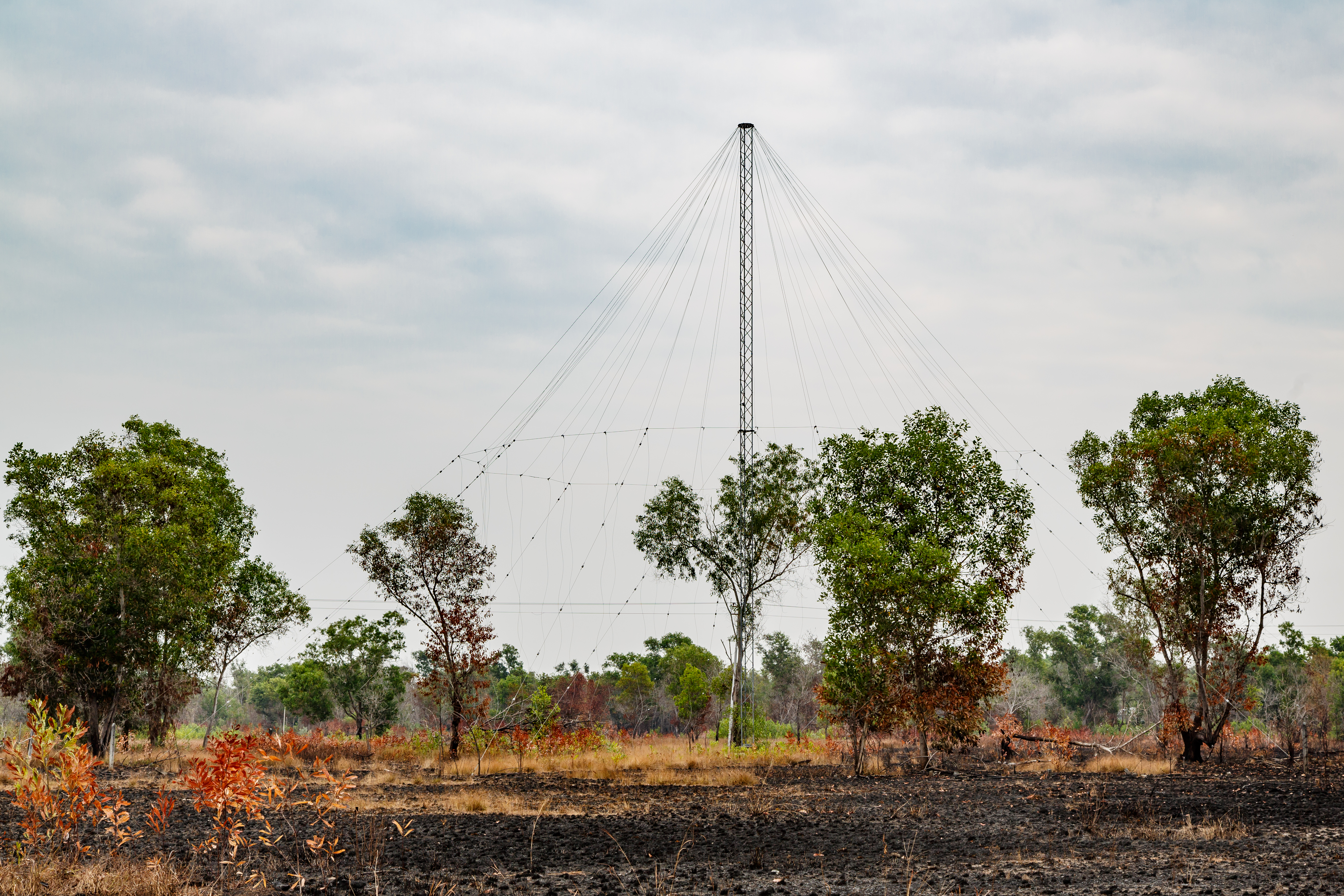
آنتن رادیو تلویزیون مالزی (RTM),تواران، منطقه صباح، مالزی
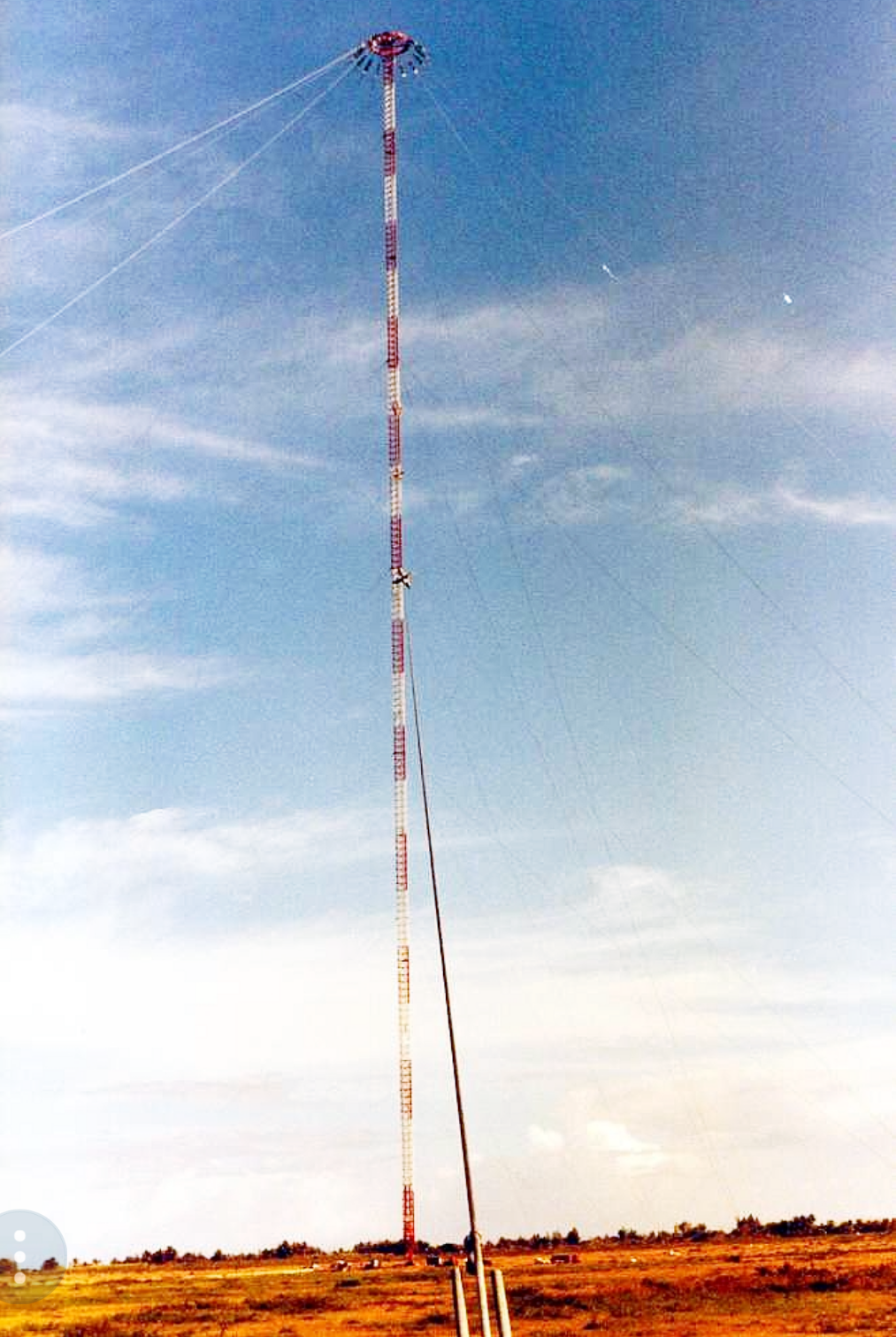
ایستگاهامگا ئی آنتن ۴۲۸ متر در شابریر،جزیره رئونیون.
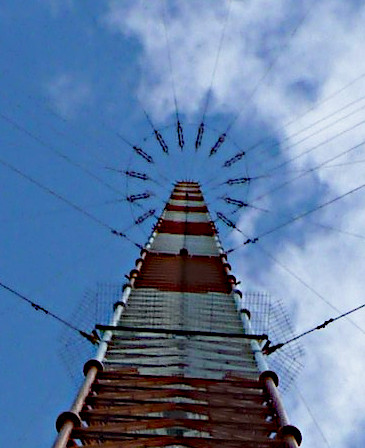
آنتن بالای ۴۳۲ متر دکل ایستگاه امگا جی، ویکتوریا ، استرالیا ، عایق‌هایی را نشان می‌دهد که ۱۶ سیم  چتری به دکل را به هم متصل می‌کنند

## چگونه کار می‌کند
دکل عمودی جدا شده از زمین یا سیم‌های تابش‌گر عمودی به عنوان یک آنتن تک‌قطبی تشدیدکننده عمل می‌کند. در فرکانس‌های پایین مورداستفاده، ارتفاع دکل بسیار کمتر از طول رزونانس آن، یک یک‌چهارم طول موج ({\displaystyle \ {\tfrac {1}{4}}\lambda \ }), است بنابراین یک آنتن بسیار کوتاه الکتریکی می‌سازد. مقاومت تابشی بسیار کم است و بدون سیم‌های بار-از-بالا، تابش‌گر بسیار ناکارآمد خواهد بود. جریان نوسانی از فرستنده به سمت بالای دکل حرکت می‌کند و تقریباً به‌طور مساوی بین سیم‌های بار-از-بالا تقسیم می‌شود. از انتهای سیم‌ها بازتاب می‌شود و به سمت پایین دکل حرکت می‌کند. جریان خروجی و بازتاب‌شده بر روی هم قرار می‌گیرند و یک موج ایستاده را تشکیل می‌دهند که از قسمت انتهایی یک موج سینوسی تشکیل شده است.

در زیر چندین نوع آنتن چتری دکل زمین‌شده وجود دارد که توسط ارتش ایالات متحده در دهه ۱۹۷۰ برای استفاده در باند فرکانس پایین توسعه یافته است.

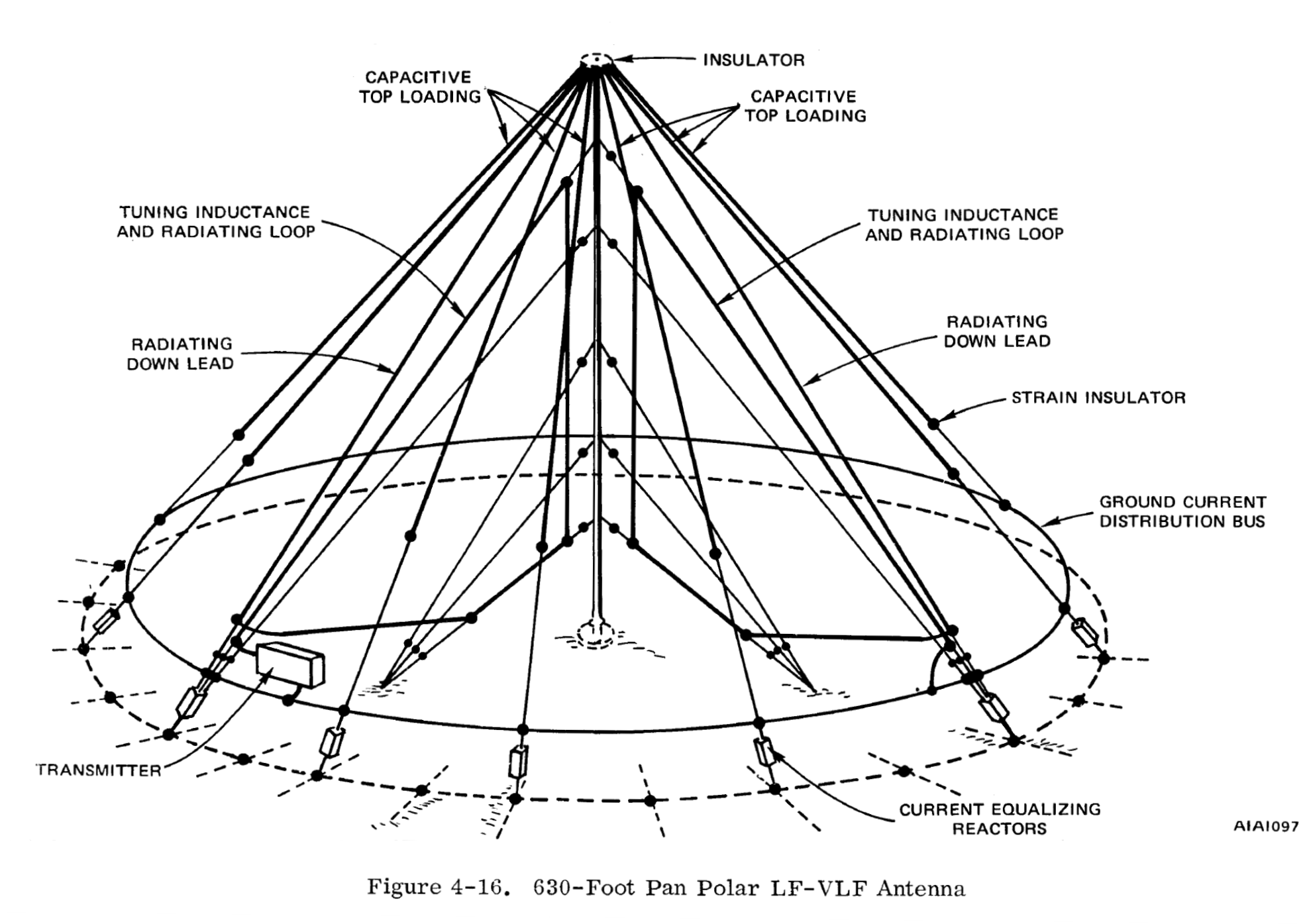
آنتن قطبی پان
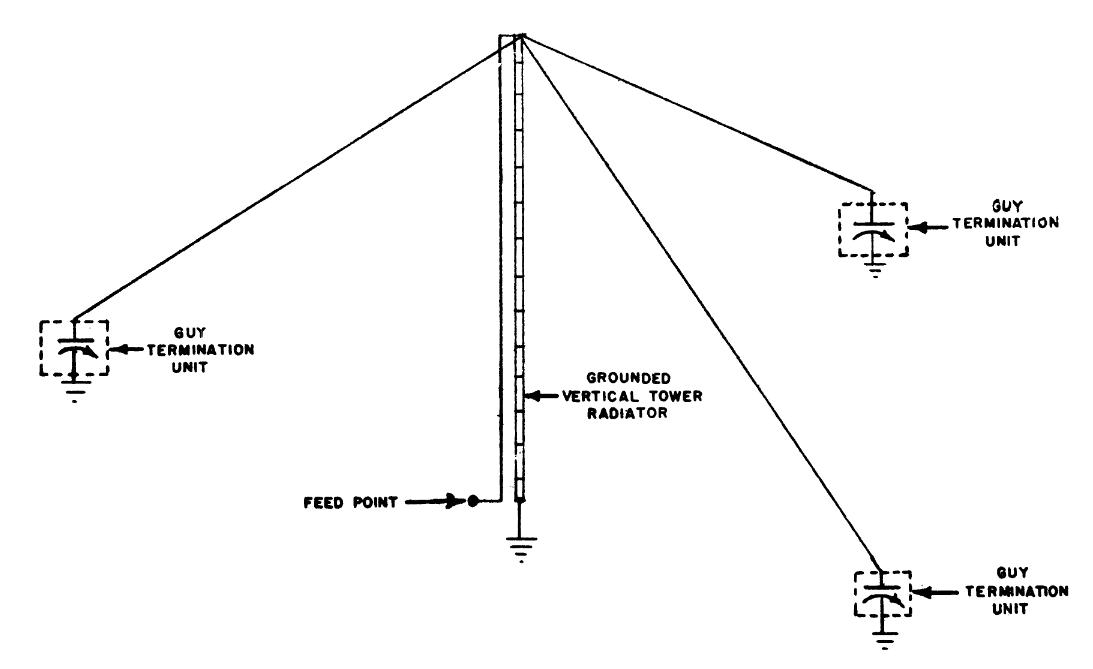
آنتن نُرد

## الگو انتشار
آنتن‌های چتری امواج رادیویی قطبش عمودی را در یک الگوی تابشی همه‌سویه، با قدرت برابر گسیل‌شده در تمام جهات افقی، با حداکثر قدرت سیگنال تابش شده در جهات افقی، تابش یکنواخت با زاویه ارتفاع به صفر در نقطه اوج، تابش می‌کنند. به دلیل بار ازبالا زیاد، معمولاً کارآمدتر از سایر آنتن‌های معمولی بارگذاری شده ازبالا، آنتن‌های «تخت» یا «تی» در فرکانس‌های پایین هستند و به‌طور گسترده در باند VLF استفاده می‌شوند.
امواج زمینی امواج قطبشی عمودی هستند که از آنتن به صورت افقی و درست بالای زمین دور می‌شوند. آنتن‌های چتری آنتن‌های موج زمینی خوبی هستند و به عنوان آنتن پخش رادیویی در باندهای MF و LF استفاده می‌شوند.
بهره آنتن چتری بر روی زمین کاملاً رسانا، مانند سایر آنتن‌های تک‌قطبی کوتاه الکتریکی، تقریباً dBi 3.52 است. اگر به‌طور قابل توجهی کوتاهتر از {\displaystyle {\tfrac {1}{4}}\lambda ~} باشد.
از آنجایی که سیم‌های مورب به سمت پایین شیب دار هستند، جریان در آنها دارای یک جزء عمودی است. این جریان در جهتی مخالف جریان دکل است، بنابراین دور از دکل امواج رادیویی تابش شده توسط آن ۱۸۰ درجه خارج از فاز با امواج رادیویی از دکل هستند و تا حدی آنها را خنثی می‌کند؛ بنابراین سیم‌های چتر تا حدی دکل را شیلد می‌کنند و قدرت تابش شده را کاهش می‌دهند. با سیم‌های چتری به اندازه کافی، تمام امواج رادیویی گسیل‌شده از قسمت بالای دکل در قسمت پایین چتر مسدود می‌شود و تنها تابش از قسمت دکل زیر چتر است.